# نادي العدالة موسم 2015–16
موسم نادي العدالة 2015–16 شارك للمرة الحادية عشر في دوري الدرجة الثانية لعب 18 مباراة حصد من خلالها 42 نقطة ليحتل المركز الأول في المجموعة الأولي وصعوده الي دوري الدرجة الأولي السعودي، لعب المبارة النهائية علي لقب الدوري لكن أصبح الوصيف بعد خسارته أمام نادي القيصومة. شارك النادي خلال هذا الموسم في كأس خادم الحرمين الشريفين.

## نظرة عامة
| المنافسة                    | أول مباراة                | آخر مباراة          | الدور الافتتاحي | المركز النهائي | السجل | السجل | السجل | السجل | السجل | السجل | السجل | السجل   |
| المنافسة                    | أول مباراة                | آخر مباراة          | الدور الافتتاحي | المركز النهائي | لعب   | ف     | ت     | خ     | له    | عليه  | ف.أ.  | الفوز % |
| --------------------------- | ------------------------- | ------------------- | --------------- | -------------- | ----- | ----- | ----- | ----- | ----- | ----- | ----- | ------- |
| دوري الدرجة الثانية السعودي | 09تشرين الأول/أكتوبر 2015 | 11 شباط/فبراير 2015 | الجولة الأولى   | المركز الأول   | 18    | 13    | 3     | 2     | 38    | 12    | +26   | 072٫22  |
| كأس الملك                   | –                         | –                   | –               | –              | 0     | 0     | 0     | 0     | 0     | 0     | +0    | —       |
| المجموع                     | المجموع                   | المجموع             | المجموع         | المجموع        | 18    | 13    | 3     | 2     | 38    | 12    | +26   | 072٫22  |

المصدر: المنافسات
ومن منظور آخر
| منافسة                         | بداية الجولة     | نهائي المركز / الجولة | المباراة الأولى | المبارة الاخيرة |
| ------------------------------ | ---------------- | --------------------- | --------------- | --------------- |
| دوري الدرجة الثانية السعودي    | —                | المركز الأول          | 8 أكتوبر 2015   | 13 فبراير 2016  |
| كأس خادم الحرمين الشريفين 2016 | تصفيات تأهيلية 1 | تصفيات تأهيلية 1      | 23 أكتوبر 2015  | 29 مايو 2016    |

### حصيلة النتائج
| الفريق ╲ الجولة | 1 | 2 | 3 | 4 | 5 | 6 | 7 | 8 | 9 | 10 | 11 | 12 | 13 | 14 | 15 | 16 | 17 | 18 |
| --------------- | - | - | - | - | - | - | - | - | - | -- | -- | -- | -- | -- | -- | -- | -- | -- |
| العدالة         | L | W | L | D | W | W | W | W | W | D  | W  | W  | W  | W  | W  | D  | W  | W  |

### ملخص النتائج
| شامل | شامل | شامل | شامل | شامل | شامل | شامل | شامل | على أرضه | على أرضه | على أرضه | على أرضه | على أرضه | على أرضه | خارج أرضه | خارج أرضه | خارج أرضه | خارج أرضه | خارج أرضه | خارج أرضه |
| لعب  | ف    | ت    | خ    | أ.ل  | أ.ع  | ف.أ  | ن    | ف        | ت        | خ        | أ.ل      | أ.ع      | ف.أ      | ف         | ت         | خ         | أ.ل       | أ.ع       | ف.أ       |
| ---- | ---- | ---- | ---- | ---- | ---- | ---- | ---- | -------- | -------- | -------- | -------- | -------- | -------- | --------- | --------- | --------- | --------- | --------- | --------- |
| 18   | 13   | 3    | 2    | 38   | 12   | +26  | 42   | 6        | 2        | 1        | 18       | 6        | +12      | 7         | 1         | 1         | 20        | 6         | +14       |

## الدوري

### معلومات عامة
النصف الأول
بدأ نادي العدالة موسمه الكرويّ الجديد بداية متعثرة حيثُ سقط في الجولة الأولى أمام ضيفهِ الترجي في ملعب الأمير عبد الله بن جلوي بمدينةِ الأحساء بهدفين مقابل واحد، لكنه تجاوز كبوة الجولة الأولى سريعًا حينما اكتسحَ في الجولة الثانيّة نادي العيون بأربعة أهداف نظيفة في مباراة ديربي قويّة جمعت الفريقين. التقى بعدها العدالة نظيره النجمة لحسابِ مباريات الجولة الثالثة فتكبّد أمامه خسارة هي الثانية على التوالي في ظرفِ ثلاث مباريات مُواصلًا نزيف النقاط.
حاول العدالة التدارك فخرج بتعادل بطعمِ الخسارة على أرضيّة ملعبه أمام نادي وج بهدفين في كلّ شبكة، ثمّ انتفض في الجولة الخامسة حينما سحقَ نادي حطين برباعيّة نظيفة، ثم فاز على نادي الصفا بهدفينِ نظيفينِ في الجولة السادسة مُحقّقًا انتصاره الثاني على التوالي والثالث منذُ بداية الدوري.
واصل العدالة أدائه القويّ فهزم نادي الوشم في الجولة السابعة في عقرِ داره بهدفين مقابل واحد، قبل أن يهزم نادي الجبلين بثنائيّة نظيفة في الأحساء وذلك لحساب مباريات الجولة الثامنة، ثمّ أعقبها بانتصارٍ هو الخامس تواليًا وذلك في الجولة التاسعة حينما عاد بالنقاط الثلاث من جازان بعد الفوزِ باثنين مقابل واحد على نادي التهامي.
النصف الثاني
تعثّر العدالة مع بداية النصف الثاني من الموسم حينما تعادل في الجولة العاشرة مع نادي الترجي في مباراة مثيرة بثلاثة أهداف لمثلها في القطيف، لكنّه سرعان ما عاد لسكّة الانتصارات حينما كرّر فوزه على نادي العيون إيابًا بهدف نظيف في الأحساء، ثمّ اكتسحَ نادي النجمة في الجولة الثانيّة عشر بأربعة أهداف مقابل واحد مُحقّقًا الانتصار الثاني على التوالي.
أكمل النادي الأحسائي مسيرتهُ في حصدِ النقاط ففز في الجولة الثالثة عشر خارج الديار على نادي وج بهدفين نظيفين، أعقبها انتصارٌ على حطين بنفس النتيجة، ثمّ كرر نفس النتيجة – للمرة الثالثة تواليًا – في الجولة الخامسة عشر حينما تفوّق على نادي الصفا بهدفين نظيفين.
تعثر العدالة في الجولة السادسة عشر أمام نادي الوشم الذي فرضَ تعادلًا إيجابيًا (1 – 1) على النادي الأحسائي في ملعب الأمير عبد الله بن جلوي، ثمّ عدل العدالة من أوضاعهِ سريعًا حينما عاد من حائل بانتصارٍ مهمٍ بهدفٍ نظيفٍ على نادي الجبلين، قبل أن يختتم العدالة موسمه الكرويّ بانتصارٍ في الجولة الأخيرة على نادي التهامي بثلاثيّة نظيفة حاسمًا بذلك اللقب لصالحه.

### قائمة المباريات
ترتيب الدوري
نجح العدالة في 18 جولة لعبها في إطارِ دوري الدرجة الثانية موسم 2015–16 في تصدر «المجموعة أ». تمكّن العدالة من حصدِ النقاط الثلاث في 13 مناسبة بينما حصد نقطة التعادل في ثلاث مناسبات وخسر في مناسبتين فقط. سجّل العدالة في 18 مباراة لعبها ما مجموعهُ 38 هدفًا ليكون بذلك ثاني أقوى خطّ هجوم، بينما استقبلت شباكه ما مجموعه 12 هدفًا كأقوى خطّ دفاعٍ في الدوري. حلَّ خلف العدالة في الجدول النهائي لترتيب الدوري نادي وج الذي حصدَ 34 نقطة بفارقِ ثماني نقاطٍ كاملة عن المتصدر الأحسائي وذلك بعدما فاز في عشر مباريات وتعادل في أربعة وخسر مثلها. تُوّج هجوم فريق وج بأقوى هجوم في الدوري حيثُ سجّلوا 39 هدفًا لكنّ شباكهم تلقت في المقابل 24 هدفًا كاملًا بمعدل 1.33 في كلّ مباراة. تمكّن العدالة إذن من التأهل للمباراة النهائيّة – لحسمِ الفائز بلقب الدوري – حيثُ لاقى نادي نادي القيصومة متصدر «المجموعة ب» فخسر المباراة فاقدًا بذلك لقب الدوري لكنّه ضمن الصعود لدوري الدرجة الأولى، فيما خاض نادي وج مباراة إقصائيّة ضد صاحب المركز الثاني من المجموعة ب فخسرها هو الآخر لصالحِ نادي البدائع فاقدًا بطاقة الصعود. على الجانبِ المقابل، حلَّ نادي العيون – وهو الآخر نادٍ ينشطُ في الأحساء – في المركز التاسع في جدول ترتيب المجموعة أ برصيدٍ من النقاط بلغ 12، بينما حلَّ نادي التهامي في المركز العاشر والأخير برصيدٍ لم يتجاوز الثمانية نقاط ليهبط الفريقينِ معًا لدوري الدرجة الثالثة.
| م  | الفريق           | لعب | ف  | ت | خ  | أ.له | أ.ع | أ.ف | نقاط | الصعود، التأهل أو الهبوط                                      |
| -- | ---------------- | --- | -- | - | -- | ---- | --- | --- | ---- | ------------------------------------------------------------- |
| 1  | نادي العدالة (P) | 18  | 13 | 3 | 2  | 38   | 12  | +26 | 42   | ترقى إلى دوري الدرجة الأولى السعودي 2016–17 وتأهل إلى النهائي |
| 2  | نادي وج (O, P)   | 18  | 10 | 4 | 4  | 39   | 24  | +15 | 34   | تأهل إلى #المركز الثالث play-off                              |
| 3  | نادي الجبلين     | 18  | 7  | 8 | 3  | 29   | 16  | +13 | 29   |                                                               |
| 4  | نادي حطين        | 18  | 6  | 8 | 4  | 21   | 21  | 0   | 26   |                                                               |
| 5  | نادي الوشم       | 18  | 6  | 7 | 5  | 26   | 21  | +5  | 25   |                                                               |
| 6  | نادي الترجي      | 18  | 6  | 5 | 7  | 24   | 21  | +3  | 23   |                                                               |
| 7  | نادي النجمة      | 18  | 6  | 5 | 7  | 27   | 33  | −6  | 23   |                                                               |
| 8  | نادي الصفا       | 18  | 6  | 5 | 7  | 19   | 19  | 0   | 23   |                                                               |
| 9  | نادي العيون (R)  | 18  | 3  | 3 | 12 | 27   | 54  | −27 | 12   | هبط إلى 2016–17 دوري الدرجة الثالثة السعودي                   |
| 10 | نادي التهامي (R) | 18  | 2  | 2 | 14 | 11   | 40  | −29 | 8    | هبط إلى 2016–17 دوري الدرجة الثالثة السعودي                   |

قائمة المباريات
هذه قائمةٌ بمباريات نادي العدالة في دوري الدرجة الثانية السعودي موسم 2015–16:
| 09 أكتوبر 2015 1 | العدالة | 1 – 2 | الترجي | الأحساء                              |
| 16:00            |         |       |        | الملعب: ملعب الأمير عبد الله بن جلوي |

| 15 أكتوبر 2015 2 | العيون | 0 – 4 | العدالة | العيون                               |
| 13:00            |        |       |         | الملعب: ملعب الأمير عبد الله بن جلوي |

| 31 أكتوبر 2015 3 | النجمة | 1 – 0 | العدالة | عنيزة                    |
| 18:00            |        |       |         | الملعب: ملعب نادي النجمة |

| 06 نوفمبر 2015 4 | العدالة | 2 – 2 | وج | الأحساء                              |
| 19:00            |         |       |    | الملعب: ملعب الأمير عبد الله بن جلوي |

| 13 نوفمبر 2015 5 | حطين | 0 – 4 | العدالة | جيزان                                  |
| 17:25            |      |       |         | الملعب: ملعب مدينة الملك فيصل الرياضية |

| 20 نوفمبر 2015 6 | العدالة | 2 – 0 | الصفا | الأحساء                              |
| 16:00            |         |       |       | الملعب: ملعب الأمير عبد الله بن جلوي |

| 27 نوفمبر 2015 7 | الوشم | 1 – 2 | العدالة | شقراء                   |
| 18:00            |       |       |         | الملعب: ملعب نادي الوشم |

| 05 ديسمبر 2015 8 | العدالة | 2 – 0 | الجبلين | الأحساء                              |
| 16:40            |         |       |         | الملعب: ملعب الأمير عبد الله بن جلوي |

| 12 ديسمبر 2015 9 | التهامي | 1 – 2 | العدالة | جازان                                  |
| 13:00            |         |       |         | الملعب: ملعب مدينة الملك فيصل الرياضية |

| 19 ديسمبر 2015 10 | الترجي | 3 – 3 | العدالة | القطيف                                 |
| 16:00             |        |       |         | الملعب: ملعب الأمير نايف بن عبد العزيز |

| 27 ديسمبر 2015 11 | العدالة | 1 – 0 | العيون | الأحساء                              |
| 16:00             |         |       |        | الملعب: ملعب الأمير عبد الله بن جلوي |

| 01 يناير 2016 12 | العدالة | 4 – 1 | النجمة | الأحساء                              |
| 16:00            |         |       |        | الملعب: ملعب الأمير عبد الله بن جلوي |

| 11 يناير 2016 13 | وج | 0 – 2 | العدالة | الطائف                 |
| 14:30            |    |       |         | الملعب: ملعب الملك فهد |

| 15 يناير 2016 14 | العدالة | 2 – 0 | حطين | الأحساء                              |
| 19:00            |         |       |      | الملعب: ملعب الأمير عبد الله بن جلوي |

| 23 يناير 2016 15 | الصفا | 0 – 2 | العدالة | صفوى                    |
| 20:00            |       |       |         | الملعب: ملعب نادي الصفا |

| 29 يناير 2016 16 | العدالة | 1 – 1 | الوشم | الأحساء                              |
| 19:40            |         |       |       | الملعب: ملعب الأمير عبد الله بن جلوي |

| 06 فبراير 2016 17 | الجبلين | 0 – 1 | العدالة | حائل                                    |
| 15:25             |         |       |         | الملعب: ملعب الأمير عبد العزيز بن مساعد |

| 11 فبراير 2016 18 | العدالة | 3 – 0 | التهامي | الأحساء                              |
| 18:30             |         |       |         | الملعب: ملعب الأمير عبد الله بن جلوي |

### إحصائيات
- سجّل العدالة 38 هدفًا (بمعدل 2.11 في كلّ مباراة) بينما تلقّت شباكه 12 هدفًا (بمعدل 0.66 في كل مباراة).
  - سجّل العدالة 18 هدفًا في المباريات التي خاضها على أرضيّة ملعبه بينما تلقَّى 6 أهداف.
  - سجّل العدالة 20 هدفًا خارج دياره وتلقَّى في مقابل ذلك 6 أهداف.
- لم يخسر العدالة أيّ مبارتين على التوالي، بل خسر طوال جولات الدوري في مناسبتينِ فقط، الأولى في الجولة الافتتاحيّة أمام الترجي والثانية في الجولة الثالثة أمام النجمة.
  - حقَّقَ العدالة خمس انتصاراتٍ على التوالي في مناسبتين: الأولى من الجولة الخامسة حتى الجولة التاسعة، بينما الثانية من الجولة الحادية عشر حتى الجولة الخامسة عشر.
- أكبر انتصارٍ حقّقه نادي العدالة في الموسم الكرويّ 2015–16 كان خارج ميدانهِ على حسابِ نادي العيون برباعيّة نظيفة في الجولة الثانية، وهي ذات النتيجة التي تكررت في الجولة الخامسة حينما فاز العدالة على نادي حطين خارج ميدانه أيضًا.
  - أكبر خسارةٍ تعرض لها النادي الأحسائي كانت في الجولة الافتتاحيّة حينما خسر في الأحساء أمام نادي الترجي بهدفينِ مقابل هدفٍ وحيدٍ.

## كأس الملك

### معلومات عامة
لم يكد مشوار نادي العدالة يبدأ في منافسة كأس الملك (التي تُعرف رسميًا باسمِ كأس خادم الحرمين الشريفين) حتى انتهى جينما أُقصي من الدور على يدِ نادي الطرف الذي فاز عليه بثنائيّة نظيفة.

### قائمة المباريات
| 22 أكتوبر 2015 1 | الطرف | 2 – 0 (2 – 1) | العدالة | الأحساء                              |
|                  |       |               |         | الملعب: ملعب الأمير عبد الله بن جلوي |

### إحصائيات
- خاض نادي العدالة مباراةً واحدةً في مسابقة كأس الملك حيثُ خسرها أمام نادي الطرف في الدور الأول (دور الـ 32) ليُغادر المنافسة مبكرًا.
  - فشل العدالة في المباراة الوحيدة التي لعبها في إطار هذه المنافسة في تسجيلِ أي هدفٍ وتلقت شباكه في المقابل هدفين.